# Tmesisternus transversus
Tmesisternus transversus es una especie de escarabajo del género Tmesisternus, familia Cerambycidae. Fue descrita científicamente por Pascoe en 1868.
Habita en Indonesia y Papúa Nueva Guinea. Esta especie mide 9-13 mm.